# Переясловська сільська рада (Топчихинський район)
Перея́словська сільська рада (рос. Переясловский сельский совет) — сільське поселення у складі Топчихинського району Алтайського краю Росії.
Адміністративний центр — село Переясловка.

## Населення
Населення — 836 осіб (2019; 891 в 2010, 1097 у 2002).

## Склад
До складу сільської ради входять:
| Населений пункт   | Населення, осіб (2002) | Населення, осіб (2010) |
| ----------------- | ---------------------- | ---------------------- |
| Переясловка, село | 767                    | 648                    |
| Труд, селище      | 330                    | 243                    |